# 塞缪尔·尚克兰德
塞缪尔·尚克兰（英語：Samuel L. Shankland，1991年10月1日—），美国国际象棋棋手、国际象棋特级大师。

## 生平
尚克兰曾于2008年获得世界国际象棋18岁组季军，2010年夺得美国国际象棋青年冠军。2011年，晋升为国际象棋特级大师。他作为美国国家队的成员参加了2014年、2016年国际象棋奥林匹克，帮助美国队在2016年奥赛上夺得了四十年来的首枚金牌。